# Thierry Kasereka
Thierry Kasereka (* 26. Juli 1994 in Goma, Zaire) ist ein Fußballspieler aus der Demokratischen Republik Kongo.

## Werdegang
Kasereka wurde in Goma in der Provinz Nord-Kivu geboren und lebte mit seinen Eltern eine Zeit lang im rumänischen Crișcior im Kreis Hunedoara in Siebenbürgen, bevor er 2003 in die Demokratische Republik Kongo zurückkehrte.

### Karriere

#### Im Verein
Kasereka startete seine im Centre de formation de football in Kinshasa. Anschließend wechselte er im Frühjahr 2005 zu DC Virunga, bevor er 2007 in das Jugendteam des AS Vita Club ging. Seit Sommer 2010 steht Kasereka im Seniorenkader des AS Vita Club Kinshasa, in der Linafoot. Er gewann in seiner ersten Seniorensaison (2010) auf Anhieb den Meistertitel der Linafoot.

#### Nationalmannschaft
Kasereka wurde in den vorläufigen Kader der Demokratischen Republik Kongo für den African Nations Championship 2014 in Südafrika nominiert, bevor er kurz vor Beginn des Turnieres aus dem endgültigen Kader von Nationaltrainer Claude Le Roy gestrichen wurde. Kasereka spielte bislang in sechs A-Länderspielen seit seiner ersten Nominierung 2011. Er spielte zuvor in der U-23 von DR Kongo in der Qualifikation für die Olympischen Sommerspiele 2012 in London. Daneben nahm er 2013 am renommierten Turnier von Toulon teil.

## Erfolge
- Kongolesischer Meister (1): 2010